# 杨家河站
杨家河站是一个陇海线上的铁路车站，位于甘肃省天水市北道区杨家河，建于1952年，目前为五等站，邮政编码为741020。目前不办理客、货运营业。